# Fritz-Olle Slotte
Fritz-Olle Slotte, född 30 april 1946 i Öja (nuvarande Karleby), död 15 augusti 2022 i Karleby, var en finländsk journalist, TV-regissör och pedagog.
Slotte föddes i Karleby och blev merkonom vid Vasa handelsskola. Därefter arbetade han som journalist vid Österbottningen och 1975–1987 som regissör och producent i Rundradions underhållningsredaktion i Helsingfors. Han fick Venla-utmärkelsen år 1984 för produktionen Den stora Vilgotsjakten.
Åren 1987–2002 ledde Slotte Nordiska konstskolan i Karleby. Han fick bland annat folkbildningsmedaljen år 2012.